# Cuerpo de Infantería de Marina de Chile
Cuerpo de Infantería de Marina o CIM de Chile (conocidos informalmente como cosacos) es una fuerza de combate dependiente de la Armada de Chile. Este cuerpo, formado por alrededor de 5500 hombres y mujeres (éstas desde 2018 como conscriptas), como la generalidad de las infanterías de marinas, cumple los roles en destacamentos de defensa de bases e islas (Isla de Pascua, Isla San Félix e Isla Dawson por ejemplo), partidas de abordaje embarcadas, defensa de costa y proyección de la marina militar chilena, empleando la movilidad estratégica de los buques para desplegar unidades de armas combinadas y fuerzas especiales en operaciones anfibias siendo la fuerza especializada en las FF.AA chilenas en este tipo de maniobras.
El Mando de la Fuerza de Infantería de Marina corresponde al comandante general del Cuerpo de Infantería de Marina, cargo que desempeña un contralmirante IM, quien depende directamente del comandante de Operaciones Navales. Su lema es "Fortis Atque Fidelis" (Fuertes a la vez que Fieles).

## Historia
La tropa embarcada nació junto con la Escuadra Nacional. El Libertador General Bernardo O'Higgins, para materializar la organización de una Fuerza Naval para la Patria, emitió un Decreto el 16 de junio de 1818, por el cual se establecía un Mando en Jefe a Flote con claras atribuciones operativas y, entre otras disposiciones, se le subordinaban a este el Comandante, Oficiales y Tropa de Marina que integrarían las necesarias Guarniciones de los buques de guerra, con funciones apropiadas a su rol.
El Decreto Supremo antes mencionado describió sus funciones en los siguientes términos: "esta gente disparará fusiles desde las cofas, manejará el machete en los abordajes y la bayoneta y los cañones en los desembarcos". Así pasaron a constituirse en complemento indispensable de las dotaciones navales, cuya responsabilidad primera era maniobrar adecuadamente las naves durante el combate.
La Tropa de Marina realizó una valiosa contribución en la Guerra de Independencia contra España y en el afianzamiento de la soberanía en los territorios del sur, al igual que en los conflictos posteriores que debió enfrentar el país.

### Guerra del Pacífico
Durante la Guerra del Pacífico participó primero bajo el nombre de Batallón de Artillería de Marina con 800 plazas y luego fue ampliado a Regimiento de Artillería de Marina con 1200 plazas. Actuó no solo embarcada en las naves de la armada sino también como infantería enrolado con el ejército de tierra. Participó en el asalto anfibio a Pisagua, la distinción de realizar la primera acción anfibia clásica, a una posición defendida, en la historia moderna. Participó en la Batalla de Tarapacá, en los desembarcos de Pachoca e Ilo, en la Batalla de Tacna y las Batallas de Chorrillos y Miraflores. De los 32 integrantes embarcados en la Esmeralda, 27 dejaron su vida en el Combate naval de Iquique. Además dentro de sus filas combatieron el comandante José Ramón Vidaurre, el teniente coronel Maximiano Benavides, el sargento mayor Guillermo Zilleruelo, los capitanes, Carlos Silva Renard, Juan Félix Urcullú, Miguel Moscoso, Gabriel Álamos, Otto Von Molke, los tenientes Filomeno Besoain y Víctor Aquiles Bianchi, entre tantos otros valientes.
Después de la guerra fue desmovilizado, quedando solo un reducido batallón.
En el año 1903, se reorganiza como "Regimiento de Artillería de Costa", pasando a depender de la Armada este servicio que estaba a cargo del Ejército, asumiendo un rol defensivo en las fortificaciones costeras. La responsabilidad de conformar esta nueva organización naval le fue asignada a los soldados del mar, quienes para esa fecha cubrían de guarnición en buques y bases navales. Su personal adquirió el apelativo de “cosacos”, cuando los artilleros de costa, del Apostadero Naval de Talcahuano, se  desplazaban montados a caballo, vistiendo sus guerreras azules y los largos capotes, asemejando en la imaginación popular a los jinetes de las estepas rusas. Archivado el 2 de enero de 2020 en Wayback Machine.
A lo largo todos sus años de vida, el Cuerpo de Infantería de Marina ha incorporado todos los adelantos de su especialidad, materializando un gran aporte al desarrollo de Chile y a la paz mundial bajo mandato de la ONU, la hoja de servicios de un "Soldado del Mar" es un extracto de la Historia de Chile.
Después de varias denominaciones y dependencias, entre el Ejército y la Armada, hasta el año 1963 funcionó con el nombre de Defensa de Costa y solo a contar del 3 de marzo de 1964 adquirió el actual nombre de "Cuerpo de Infantería de Marina".

## Unidades

### Brigada Anfibia Expedicionaria
Es la Fuerza de Proyección, de alta flexibilidad en el ámbito anfibio, lista para operar y emplear sus unidades subordinadas con una respuesta graduada, adaptable a todo tipo de situación y terreno, desde misiones de paz y maniobras de crisis hasta conflictos de alta y baja intensidad.
La Brigada Anfibia es un conjunto orgánico de unidades de combate, apoyo de combate y apoyo de servicios de combate, capaz de vivir y combatir con sus propios elementos durante un tiempo que está en proporción a su entidad y autonomía logística.
La Brigada Anfibia se caracteriza no solo por una exclusiva mentalidad expedicionaria y anfibia, sino también por integrar en su organización elementos diferentes a los de una unidad terrestre análoga, ya que cuenta con el sostenimiento y apoyo que le proporcionan los medios y las plataformas navales desde las que opera. Este conjunto de características y su específico adiestramiento convierten a la Brigada Anfibia en una unidad de élite idónea para la acción expedicionaria. 
La gran flexibilidad de la Brigada Anfibia radica en la diversidad de capacidades para utilizar medios diferentes y complementarios: helicópteros, embarcaciones rápidas, barcazas, paracaídas....
Al frente de la Brigada Anfibia se encuentra un Almirante IM, que es a su vez el Comandante del CIM, y cuenta además con un Capitán de Navío IM como segundo Comandante, quien es opoyado por un Estado Mayor en el ejercicio de su función de mando.

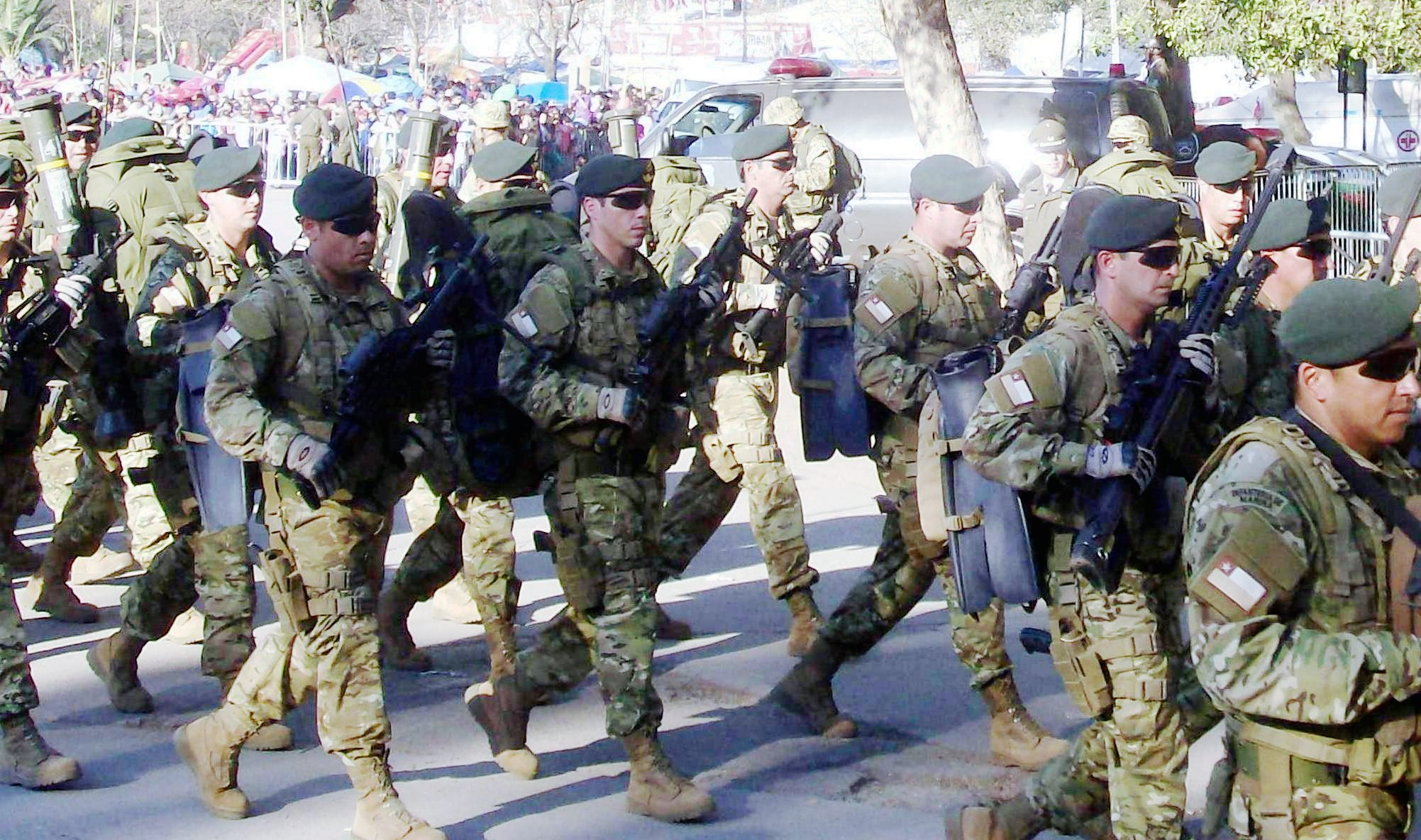
Infantes de Marina de la Brigada Expedicionaria Anfibia.

La Brigada Anfibia Expedicionaria está compuesta por:
- Comando de Brigada.
- Batallón "Miller".
- Batallón "Aldea".
- Batallón de Apoyo de Combate "Hurtado".
- Batallón Logístico "Olave".

Además de las capacidades inherentes a una fuerza anfibia, esta Brigada posee en particular las capacidades propias de las características y de la preparación para el combate de sus unidades orgánicas:
a) Ser desplegada en poco tiempo por diversos medios, como buques y aeronaves, sin generar grandes servidumbres logísticas.
b) Maniobrar desde el mar para construir total o parcialmente su potencia de combate en tierra.
c) Imprimir un alto ritmo a las acciones tácticas.
d) Adaptarse flexiblemente a las diversas situaciones, reorientando sus esfuerzos, modificando su organización operativa o graduando la potencia de combate.
e) Desarrollar una gran potencia de fuegos orgánicos en apoyo de la maniobra y conducir y coordinar el fuego naval y el apoyo aéreo desde los primeros momentos de las operaciones anfibias.
f) Controlar el espacio aéreo necesario para la conducción de las operaciones terrestres y proporcionar autodefensa frente a ataques aéreos a baja cota a sus unidades e instalaciones de tierra.
La Brigada Anfibia Expedicionaria cumple una función vital en la seguridad nacional como la fuerza anfibia, expedicionaria, con la capacidad única en Chile de ser desplegada en corto tiempo a cualquier parte del mundo, haciendo gala del binomio buque-soldado. La estructura básica de todas las unidades de despliegue es un Batallón IM.

### Bases
Las bases principales son:

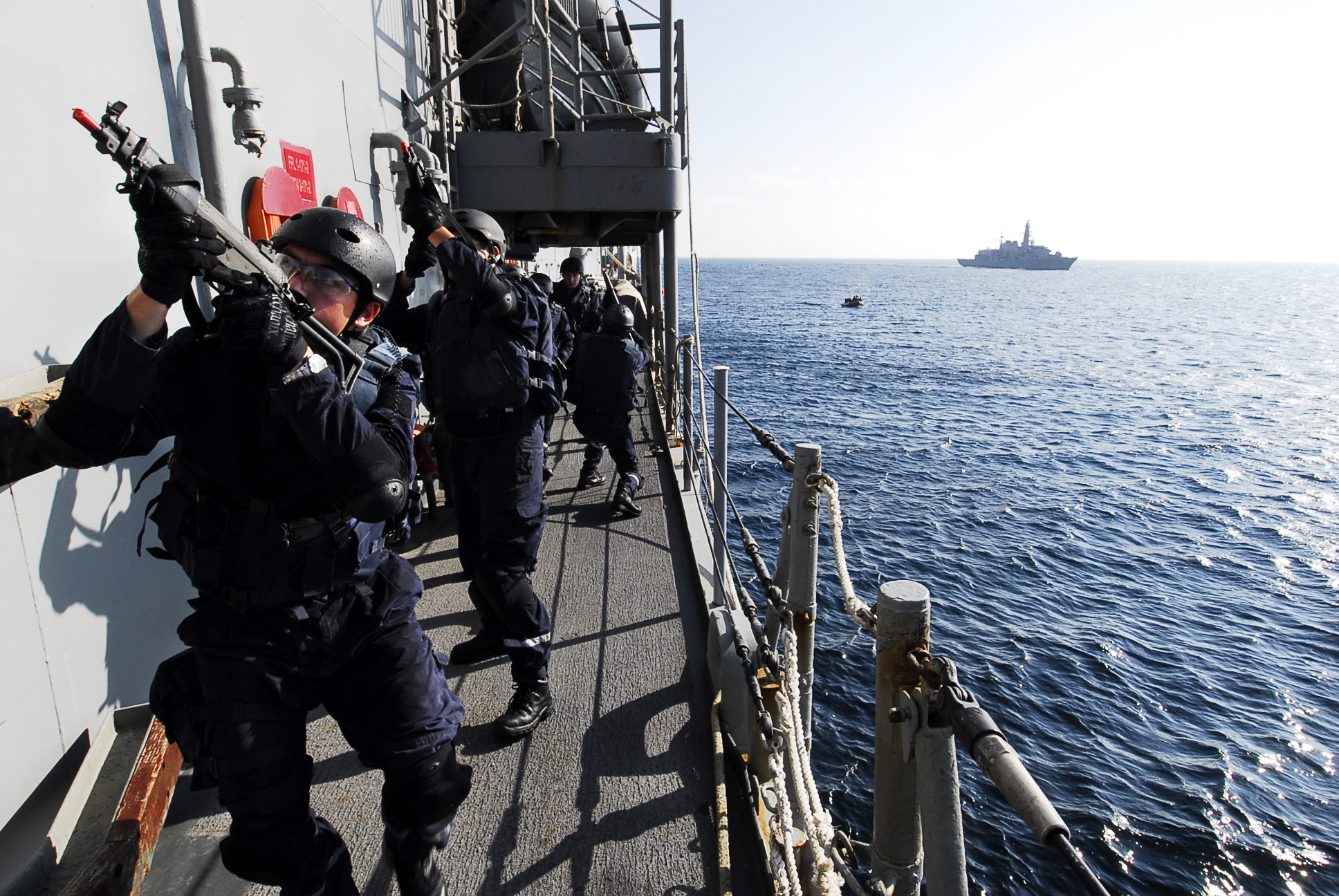
Infantes de Marina con FAMAE SAF.

- Base IM Concon, en la ciudad de Concón.
- Base IM Tumbes, en la ciudad de Talcahuano.

### Fuerzas de protección

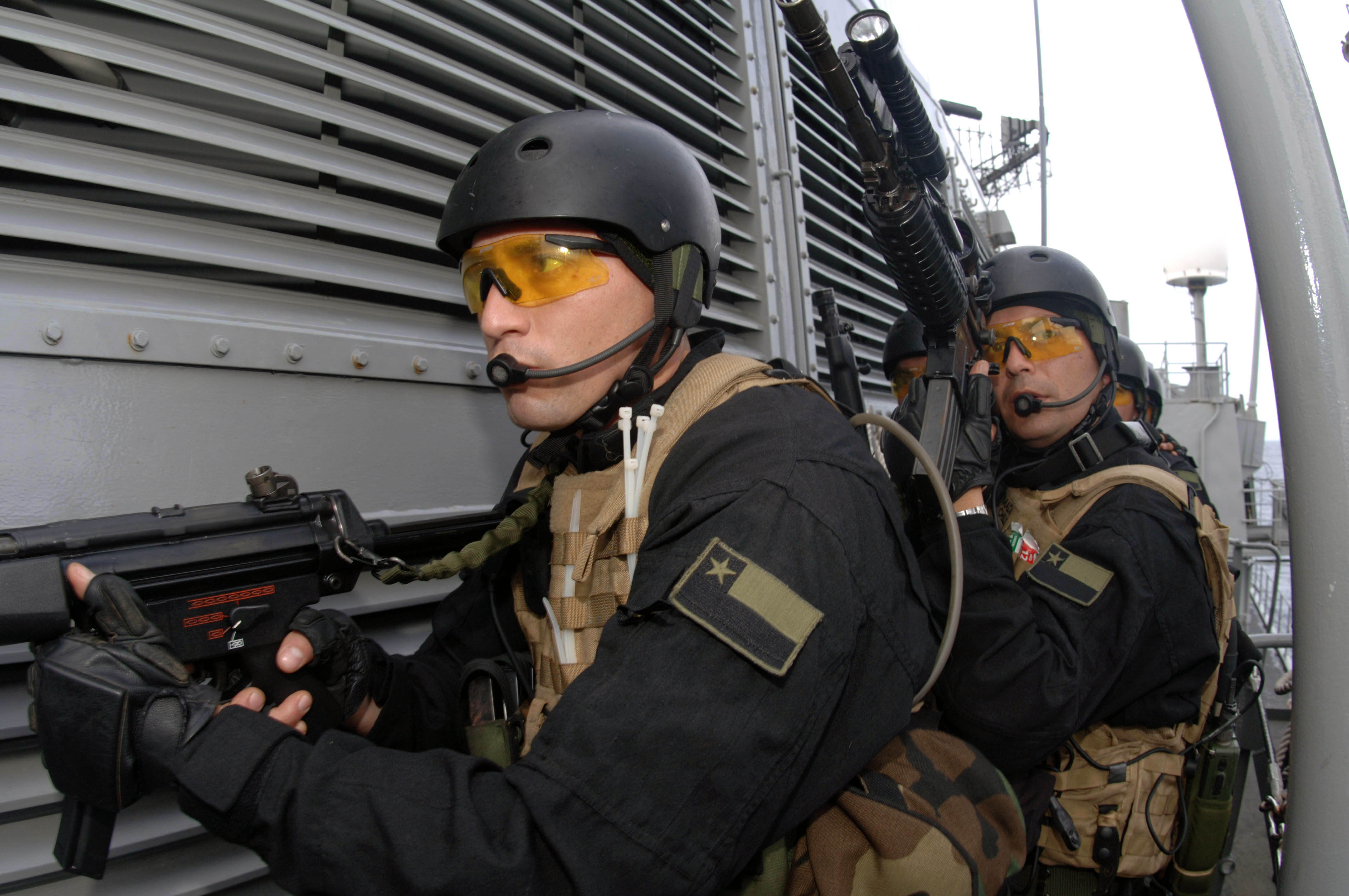
Fuerzas Especiales.

La Fuerza de Protección constituye la parte de la Fuerza de Infantería de Marina dedicada a proporcionar protección y seguridad física a bases, instalaciones, centros, organismos y personas de la Armada. Las principales Fuerzas de Protección del CIM se encuentra distribuido en dos Destacamentos principales, de acuerdo a una lógica de despliegue territorial Norte u Sur. Estos destacamentos llevan nombres de oficiales relacionados con la historia de la especialidad, que destacaron en las guerras del siglo XIX. Coinciden estos destacamentos en su ubicación con dos bases de la Marina chilena, que a su vez son cabecera de las zonas navales.

### Otras unidades
Hasta 2006 existió en el cuerpo la Agrupación de Comandos de Infantería de Marina N.º 51. Ese año dicha unidad fue reagrupada con el Comando de Buzos Tácticos, conformándose el Comando de Fuerzas Especiales de la Armada de Chile.
El CIM, asimismo, es responsable de la seguridad del Comandante en Jefe de la Armada y contribuye con un Pelotón a la seguridad de las instalaciones del Ministerio de Defensa.
La Comandancia General del Cuerpo se ubica en la Base IM Concon.
La instrucción es impartida por la Escuela de Grumetes la Escuela de Infantería y el Centro de Entrenamiento Básico ubicado en la Base Talcahuano.
Las Bandas de la Armada de Chile son del Cuerpo de Infantería de Marina, ellas son " Banda de Músicos de la Escuela Naval Arturo Prat" ,"Banda de Músicos de la Escuela de Grumetes Alejandro Navarette Cisterna", Banda de Músicos de la Academia Politécnica Naval, Banda de Músicos de las Zonas Navales y del Buque Escuela Esmeralda.
De igual forma el CIM tiene unidades en cada una de las comandancias de las Zonas Navales, donde su ubican la Guarniciones de Orden y Seguridad.
Una de las actividades relevantes que cumple el personal IM en el vector internacional se realiza en el marco de la Partida de Operaciones de Minas Terrestres de la Armada (POMTA), que desarrolla labores de levantamiento de minas terrestres, en cumplimiento de tratados internacionales sobre desminado humanitario.

## Operaciones de paz
Las tropas del CIM, siendo calificadas en Chile fuerzas de elite, son consideradas por el gobierno local para participar en operaciones de mantenimiento de la paz bajo el mandato de las Naciones Unidas. El mayor contingente de infantes de marina destinado a estas funciones, una compañía, participa desde el 2004 del MINUSTAH en Haití.